# Nalžovské Hory
Nalžovské Hory é uma cidade checa localizada na região de Plzeň, distrito de Klatovy.

## Galeria

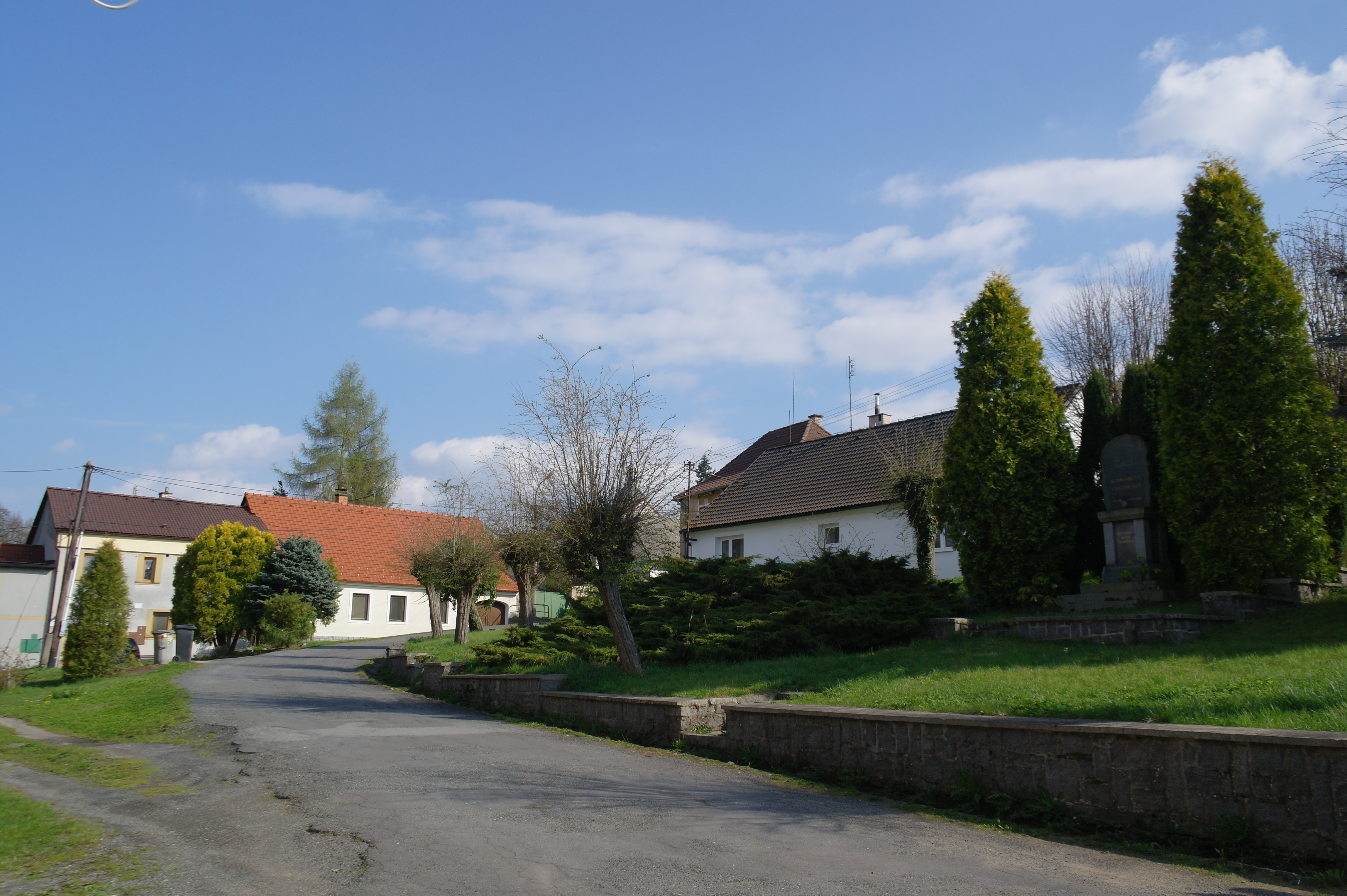
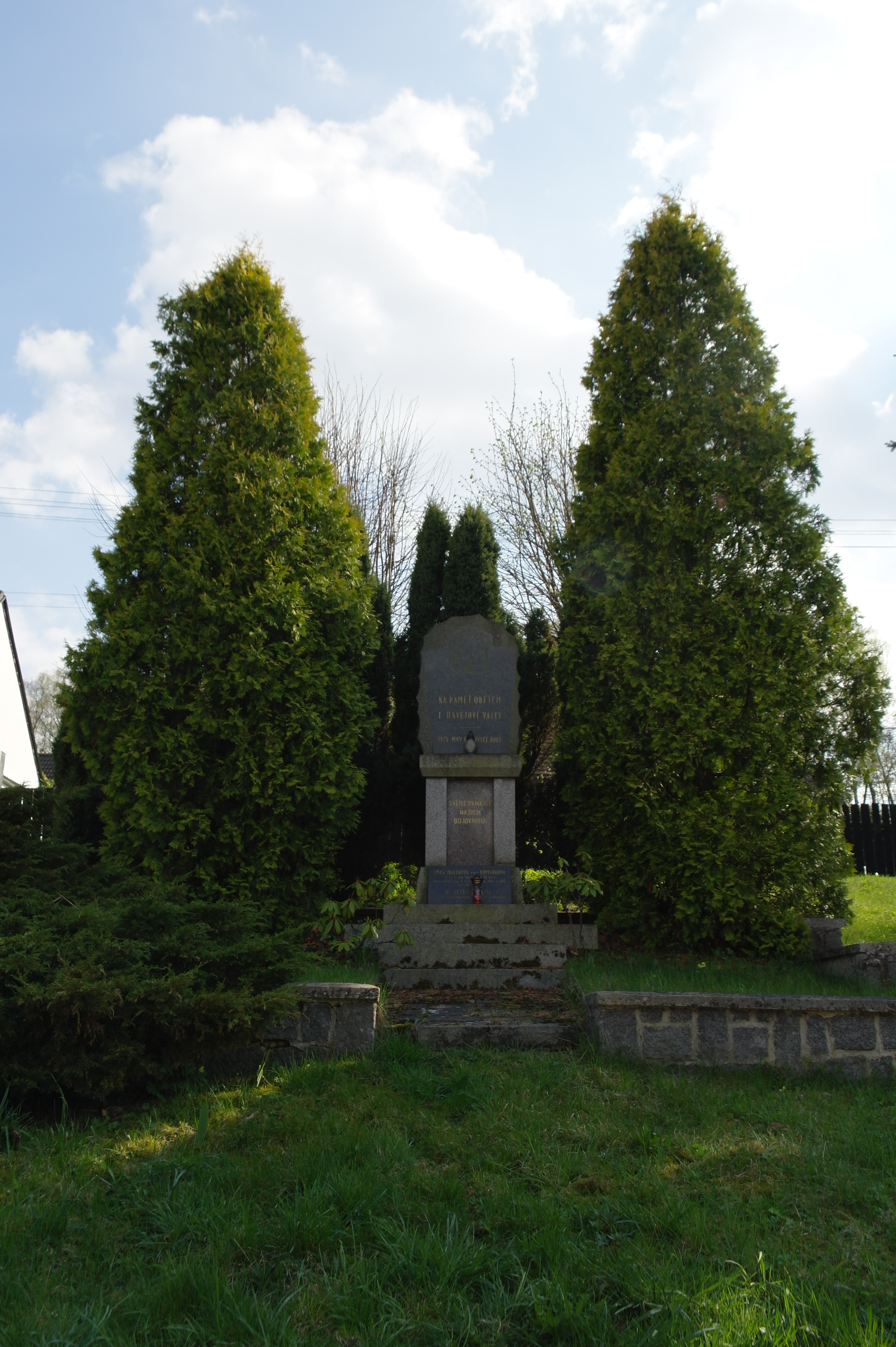
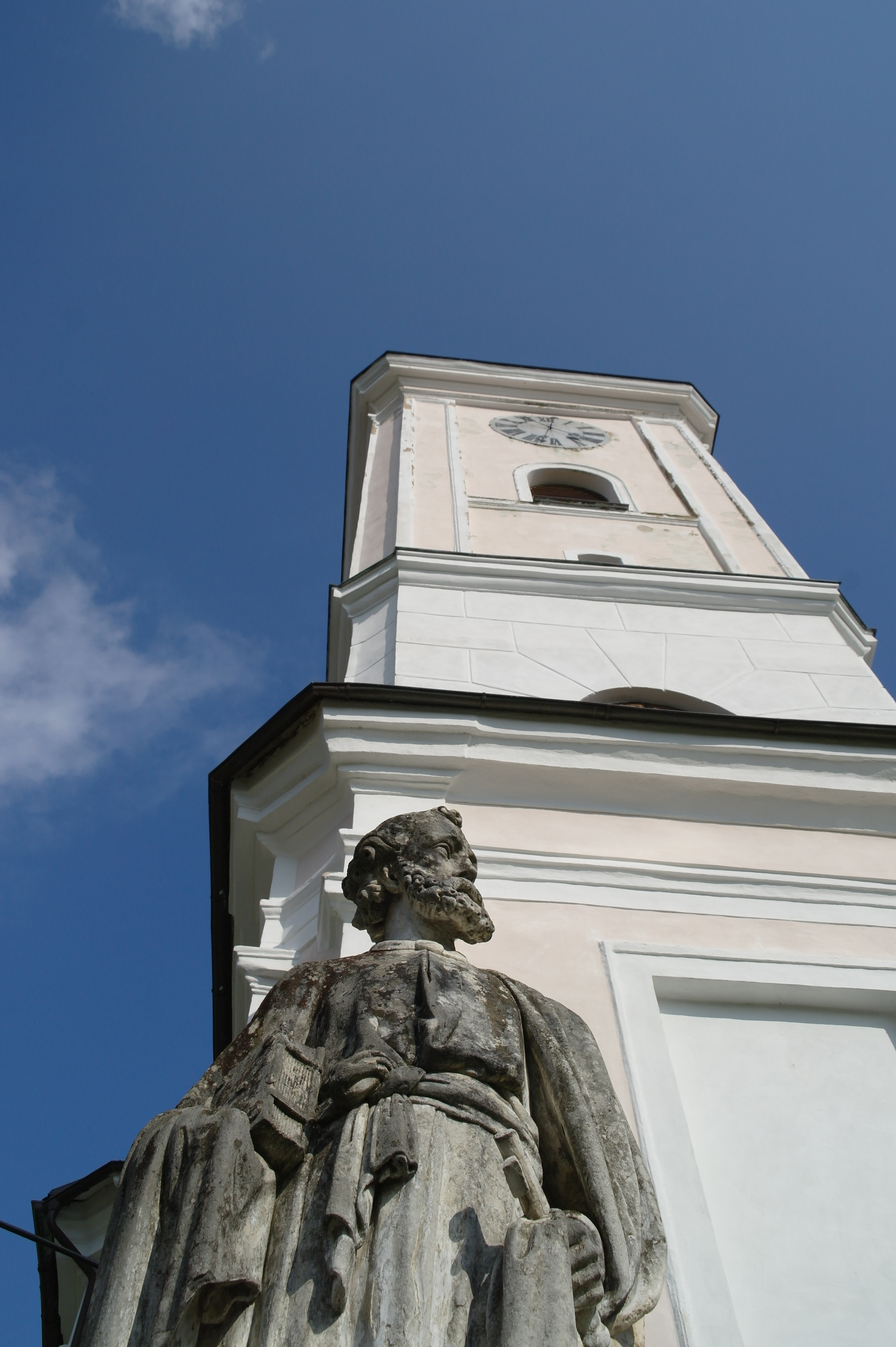